# کومارگانج
کومارگانج (به انگلیسی: Kumarganj) یک منطقهٔ مسکونی در هند است که در اوتار پرادش واقع شده‌است. کومارگانج ۳٫۵ کیلومتر مربع مساحت دارد ۹۸ متر بالاتر از سطح دریا واقع شده‌است.